# Фандіра-Вуста
Фанді́ра-Ву́ста (Фандіра-Ууста) — дрібний острів в Червоному морі в архіпелазі Дахлак, належить Еритреї, адміністративно відноситься до району Дахлак регіону Семіен-Кей-Бахрі.

## Географія
Розташований на південний захід від острова Вуста. Має округлену форму діаметром 100 м. На відміну від сусідніх островів Фандіра-Вуста звільнений від коралових рифів.